# Spiegeltaler Gangzug

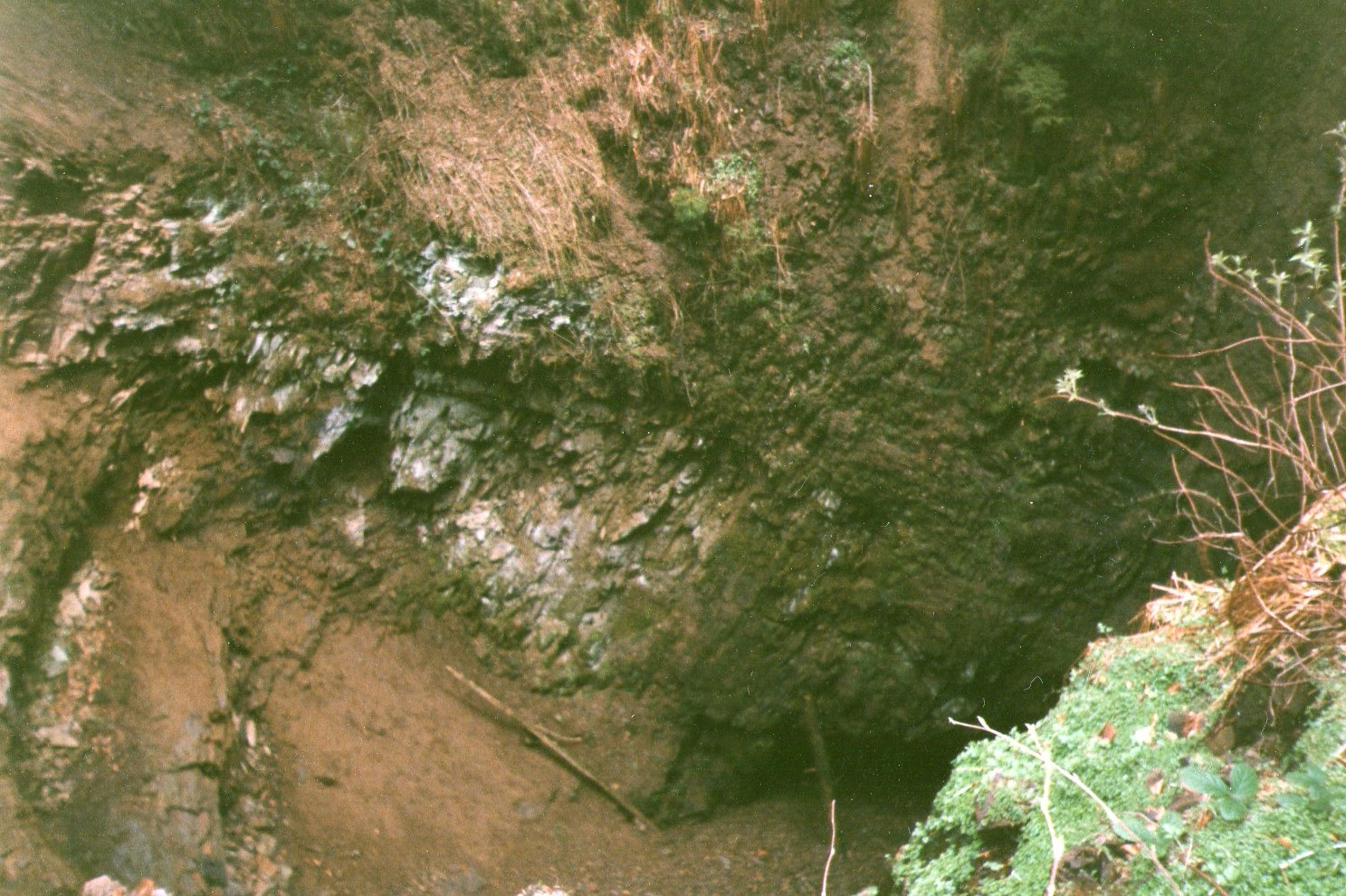
Blick in den Spiegelthaler Hoffnungsschacht (1998)

Der Spiegeltaler Gangzug ist eine Gangstörung von 7 km bekannter streichender Erstreckung bei Wildemann und Clausthal-Zellerfeld im Harz. Anfänglich wurde das zu den Oberharzer Erzgängen zählende Gangnetz nach dem unmittelbar nördlich von Wildemann gelegenen Abschnitt als Himmlisch-Heerer-Zug bezeichnet. Hier wurden urkundlich bereits in der Mitte des 16. Jahrhunderts Silbererze gewonnen. Später wurde der Spiegeltaler Gangzug nach seinem Verlauf Hüttschental-Spiegelt(h)al-Haus Herzberger Gangzug genannt, bis in der moderneren geologischen Sichtweise der Haus Herzberger Gangzug eigenständig betrachtet wurde.
An einzelnen Gängen bestehen der
- Buschessegener Gang (benannt nach der Grube Buschessegen, 1760 bis 1802),
- Engeler Gang,
- Hüttschentaler Gang,
- Hüttschentalsglücker Gang,
- Prinz-Adolf-Friedrich-Gang,
- Segen-des-Herrn-Gang und der
- Spiegeltaler Gang.

Der Bergbau auf silberhaltigen Bleiglanz konzentrierte sich auf das westlich der Innerste gelegene, rund 900 Meter lange Hüttschentaler Erzmittel und östlich der Innerste, unterbrochen durch einen 350 Meter langen Vertaubungsbereich, auf eine bis zum Spiegeltaler Zechenhaus reichende weitere Vererzungszone von rund 1700 Meter Länge. Die Erze strichen im Spiegeltal über eine längere Distanz und im Hüttschental zumindest streckenweise zu Tage aus.

## Verlauf (projiziert auf die Tagesoberfläche)

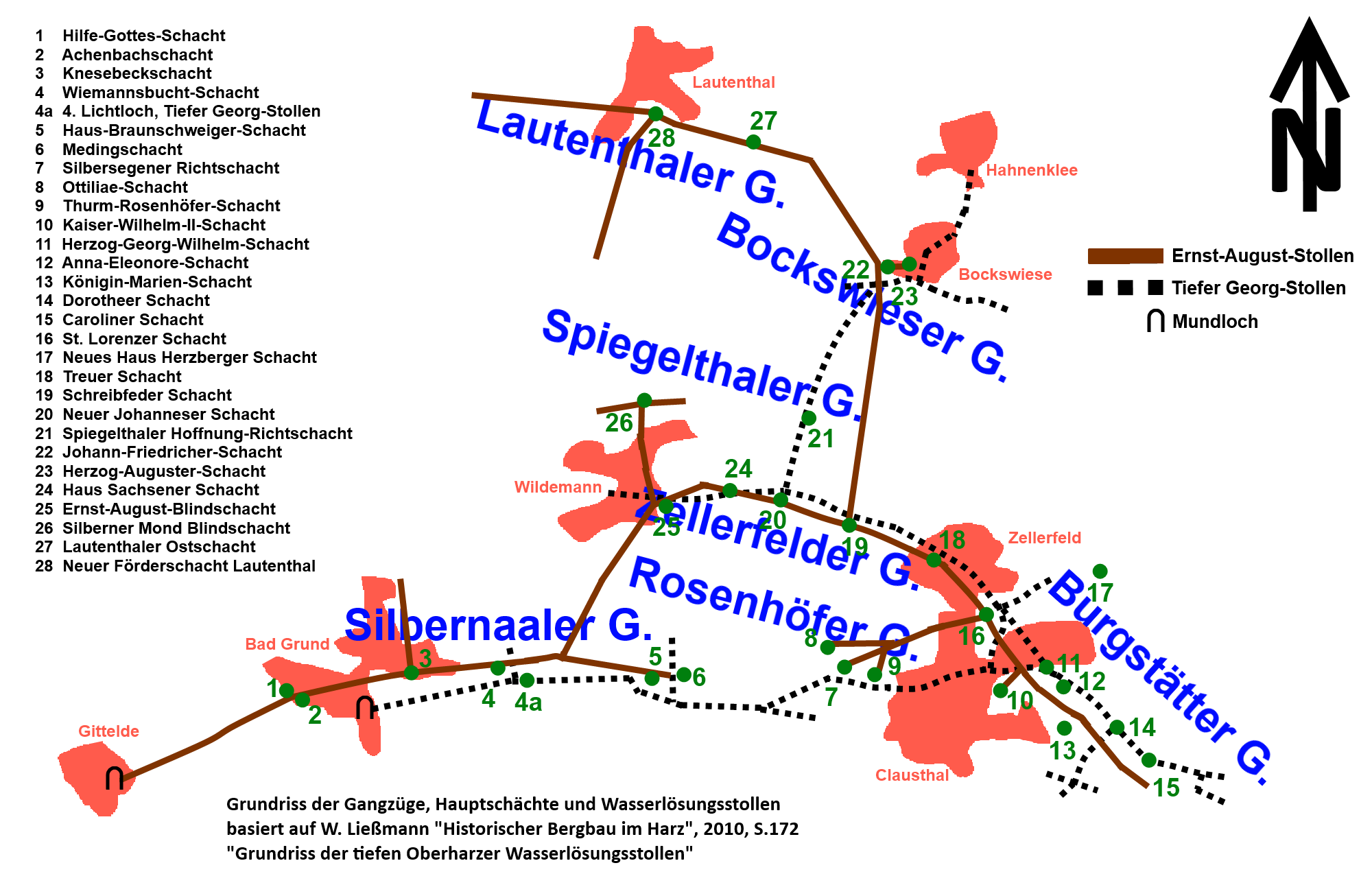
Lage der wichtigsten Gangzüge und Bergwerke in der Umgebung von Clausthal-Zellerfeld

Münchehof – Pandelbachtal – Schlackenkopf – Ochsengrund – Hüttschental – Stollenkappe – Anscharung an den Buschessegener Gang – Spiegeltaler Zechenhaus – Spiegeltal – Unterer Spiegeltaler Teich – Untermühle – Wegesmühle – Kiefhölzer Teich – Mertenstal – Schnabeltal – Teufelstal – Hüttenkopf – Anscharung an den Haus Herzberger Gangzug.
Weiterer Verlauf nicht bekannt, möglicherweise Anscharung mit dem Bockswieser Gangzug.

### Buschessegener Gang
Spiegeltal – Winterhalbe – Bockswieser Höhe – am nördlichen Ortsrand von Zellerfeld Übergang in den Haus Herzberger Gangzug.

## Paragenese, Besonderheiten
Die in eine vergleichsweise geringe Teufe von rund 250 Metern reichende Erzfüllung bestand überwiegend aus Galenit. Daneben kamen wenig Chalkopyrit und oberflächennah sicher silberreiche Erze vor. Sphalerit ist auf diesem Gangzug nicht nachgewiesen. Gangarten waren wie auf anderen Gangzügen auch Siderit, Calcit, Baryt und Quarz. Auf der Halde des Blindschachtes Glückauf liegt Riffkalk aus dem Devon und Wissenbacher Schiefer.

## Aufschlüsse
An den Schächten Baumgarten (1655–1726), Neue Juliane (1701–1763) und Alte Fundgrube im Nebentrum sind Gangausbisse mit Baryt, Calcit, Quarz und wenig Erz vorhanden. Östlich der Innerste weisen Wasseraustritte auf den Spiegeltaler Gangzug hin.

## Bergbaugeschichtlicher Überblick
Hinweise auf einen mittelalterlichen Bergbau im Hüttschental liefert der Chronist Hardanus Hake, der über das Auffinden menschlicher Gebeine in einer aufgelassenen Grube im 16. Jahrhundert berichtet. Um 1550 wurde sowohl im Hüttschen-, als auch im Spiegeltal Bergbau betrieben, über den nur wenig überliefert ist und der bis 1629 wieder vollständig zum Erliegen kam.
Nach wenig erfolgreichen Untersuchungsarbeiten im Jahr 1662 wurde der Spiegeltaler Gangzug schließlich ab 1680 durch eine größere Anzahl von Gruben zum Abbau vorgerichtet. Der Bergbau war wegen der Lage in Tälern von erheblichen Wasserhaltungsschwierigkeiten begleitet. Der vom Innerstetal in den Jahren 1552 bis 1688 auf 2300 Meter Länge vorangetriebene Himmlisch-Heerzug-Stollen brachte durch nur 46 Meter eingebrachte Teufe wenig Erfolg. Mit einer Förderung von maximal 400 Tonnen in der Woche und einer Gesamtbelegschaft von circa 300 Mann erreichte der Bergbau auf dem Spiegeltaler Gangzug zwischen 1720 und 1740 seinen Höhepunkt und lag bereits 1764 wegen Erschöpfung der Vorkommen vollkommen still.
In nachfolgenden Jahrzehnten wurde bei Wasserhaltungsproblemen in anderen Revieren gelegentlich die alten Gruben auf dem Spiegeltaler Gangzug wieder belegt, um Erzreste oberhalb der Stollensohle abzubauen. Die ersoffenen, tieferen Baue wurden nicht wieder aufgewältigt.
Mit dem Auffahren eines Flügelortes des Tiefen Georg-Stollens ab 1807 und dem Abteufen des Spiegelthaler Hoffnungsschachtes von 1816/1817 bis 1834 erfolgte eine weitere Untersuchung des Spiegeltaler Gangzuges im östlicheren Bereich, ohne dass es zu einem Aufschluss wirtschaftlich gewinnbarer Erze kam. Dennoch wurde dieser Gangbereich abermals 1890 bis 1894 durch einen Querschlag vom Ernst-August-Stollen aus überfahren und 1918 bis 1925 ein Blindschacht in der Nähe des alten Schachtes Silberner Mond (1685–1765) niedergebracht.
In Hüttschental wurde über den Blindschacht Glückauf in den Jahren 1924 bis 1928 nach neuen Erzvorkommen gesucht, bis dieser infolge eines Wassereinbruchs auf der 350-m-Sohle aufgeben wurde. Von 1924 bis 1926 und 1953 wurde kurzzeitig ein Versuchsbergbau auf Schwerspat durchgeführt.